# Окно Снелла

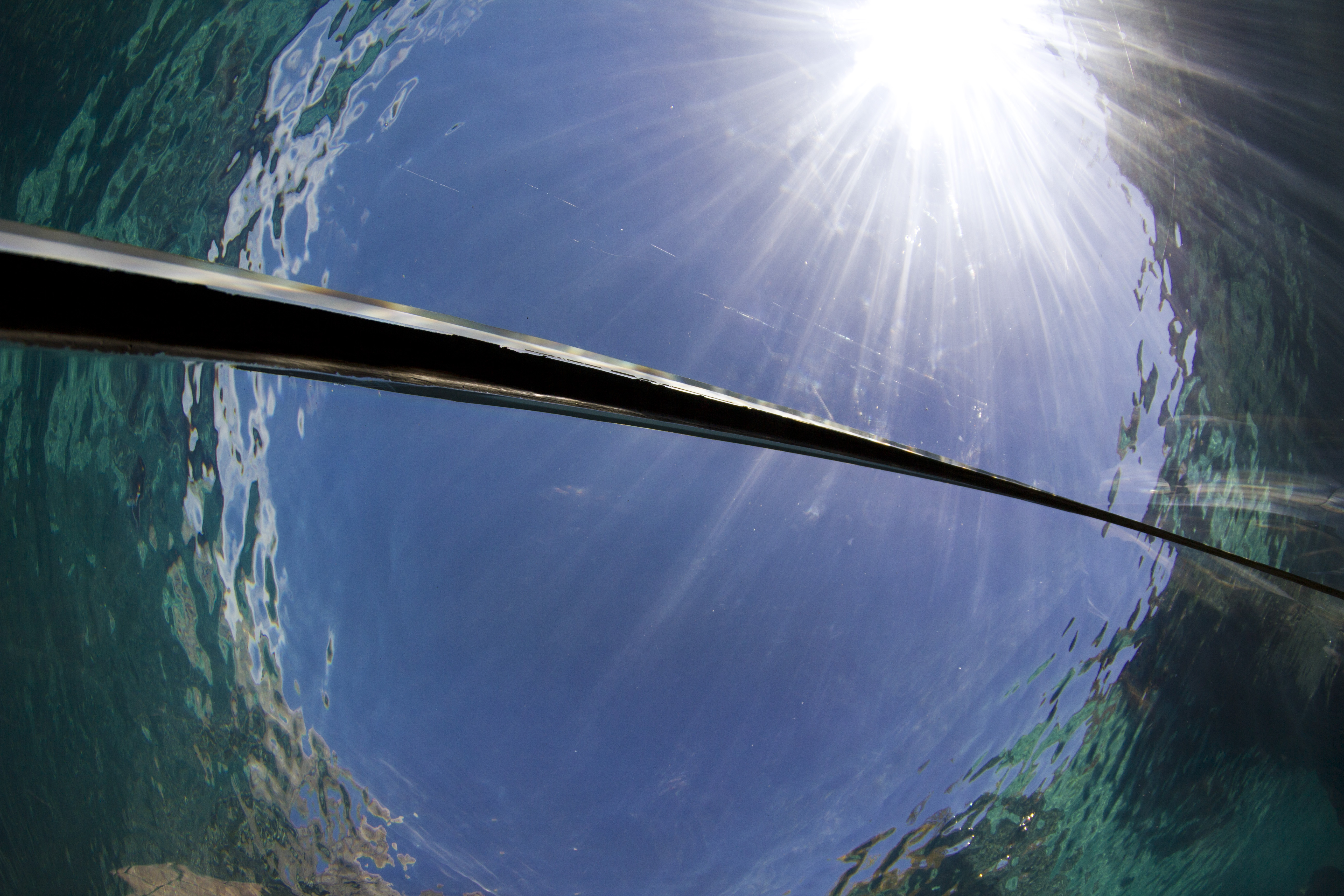
Окно Снелла, видимое из-под воды

Окно Снелла — феномен, состоящий в том, что находящийся под водой наблюдатель, взглянув вверх, видит освещённый круг, за границами которого вода темнее. Если волнения на поверхности воды нет, то в этом круге будет виден надводный мир. За границами этой области будет видно только отражение подводных объектов. Угол обзора, под которым наблюдатель видит светлый круг, практически постоянный для разных глубин (глубина хорошей видимости, очевидно, ограничивается прозрачностью воды) и составляет около 90 градусов. Это оптическое явление обусловлено преломлением света, попадающего в воду, и описывается законом Снелла. В этом законе нужно положить угол падения равным 90°, показатель преломления среды, из которой свет падает на границу раздела — равным показателю преломления воздуха (т. е. приблизительно 1). Для искомого угла {\displaystyle A} тогда получаем формулу:
{\displaystyle A=2\arcsin 1/n}, где {\displaystyle n} — показатель преломления среды, в которой находится наблюдатель
Подставив в эту формулу показатель преломления воды (приблизительно 1,33), можно получить теоретический угол обзора в 97,5°. На практике этот угол дополнительно зависит от различных факторов и поэтому бывает несколько меньше — около 90°. Из расчёта следует, что свет от объектов на горизонте проникает в воду под углом приблизительно 45 градусов, поэтому для углов больше, для подводного наблюдателя проявляется полное внутреннее отражение. 
В идеальных условиях рыба или человек, смотрящие вверх на поверхность из-под воды, видят в освещённом круге всё надводное полушарие от горизонта до горизонта — «окно Снелла» в результате преломления света на границе воздух-вода «сжимает» угол обзора 180° в угол обзора 97,5°.